# Escola Lliure Paideia
Escola Lliure Paideia (Mèrida, Badajoz, gener de 1978) és una escola que funciona de manera autogestionada i que no segueix els costums ni les formes de l'ensenyament oficial, sigui estatal o privat. Els seus orígens es troben en una "Experiència d'Educació en Llibertat", realitzada a Fregenal de la Serra (Badajoz) a l'Escola Llar "Nertóbriga", i que va ser avortada per l'administració. Davant la impossibilitat de dur a terme una educació lliure a l'escola pública, per la persecució d'aquest organisme a la professora Josefa Martín Luengo, decideix crear l'Escola Lliure Paideia, tasca a què va dedicar tota la vida.

## Sistema educatiu
Definida com a “⁣escola de l'⁣anarquia⁣” el centre posa l'alumnat al centre del sistema educatiu, l'aprenentatge del qual ha de tenir una “utilitat social i no competitiva”. El seu professorat afirma que “no ensenyem, sinó que facilitem que el nen o la nena aprengui des de si mateixa i el que ha après ho comuniqui als altres”. A més també es proposen que “el treball educatiu consisteixi a adaptar la competència com a persones adultes a la seva i no a transmetre una competència que els alumnes encara no tenen”. Són els nens i nenes les que, en règim d'igualtat i a través de l'⁣assemblea, que és al centre de tot, escullen què i com volen estudiar.

## Missió
L'Escola Lliure Paideia tracta de:
- Retornar les tasques educatives i d'aprenentatge als seus protagonistes: les persones i els grups naturals que les conformen.
- Integrar l'activitat manual i intel·lectual.
- Garantir una distribució igualitària de l'aprenentatge, oferint la mateixa quantitat d'educació per a tothom.
- Defensar i promoure l'aprenentatge dels drets i llibertats individuals i col·lectius.
- Fomentar una actitud crítica constant envers el sistema establert.
- Experimentar contínuament noves formes d'aprenentatge i educació.
- Basar les relacions en el respecte a la persona, l'ajuda mútua i la solidaritat.
- Rebutjar tota forma de violència —física, verbal, mental o psicològica— a qualsevol nivell, ja sigui interpersonal, grupal, social, nacional o internacional.
- Respectar les particularitats personals, promovent la tolerància, l'autoestima, el respecte al ritme de desenvolupament i aprenentatge, l'acceptació afectiva i el diàleg raonat.
- Facilitar els mitjans necessaris per a l'autoaprenentatge, ensenyant a pensar i a transmetre el coneixement a qui el necessiti.
- Desenvolupar l'autonomia personal, afectiva i intel·lectual per afavorir l'autodeterminació i l'autogestió.
- Evitar l'explotació de l'alumnat, sotmès a una competició constant i a jornades excessives per assolir llocs de privilegi en la societat.
- Assegurar l'absència de confessionalisme ideològic, doctrinal i de qualsevol mena de dogmatisme.
- Garantir que cada alumne progressi segons les seves possibilitats i rebi suport segons les seves necessitats.
- Practicar i defensar els valors de l'anarquia: igualtat, solidaritat, llibertat responsable, ajuda mútua, justícia i recerca constant de la felicitat.

## Funcionament
L'aportació econòmica que fan pares i mares és mínima i ha de cobrir: transport escolar, esmorzar, dinar, berenar, material escolar, desperfectes i desgast d'edificis. La remuneració de les persones que treballen a temps complet a l'escola es parteix del sobrant de les despeses. A més d'aquestes aportacions, alguns pares lliuren una quota de solidaritat, que suposa una quantitat més gran que l'estipulada. Ningú no deixa d'assistir a l'escola per qüestions econòmiques, ja que el col·lectiu assumeix aquestes situacions sempre que es presenten.
Alguns col·lectius i individus llibertaris o anarquistes ajuden sigui amb aliments, material o certes quantitats monetàries que alleugen el constant dèficit de l'escola.